# Imperial Austrian Exhibition
Die Imperial Austrian Exhibition fand vom 20. Juni bis 6. Oktober 1906 in Earls Court in London statt und diente der Werbung für den Tourismus und für Produkte aus dem cisleithanischen Teil Österreich-Ungarns. Eine bauliche Attraktion der Ausstellung war das 1895 errichtete Riesenrad Great Wheel, das wenige Wochen nach Beendigung der Imperial Austrian Exhibition demontiert wurde.

## Die Ausstellung

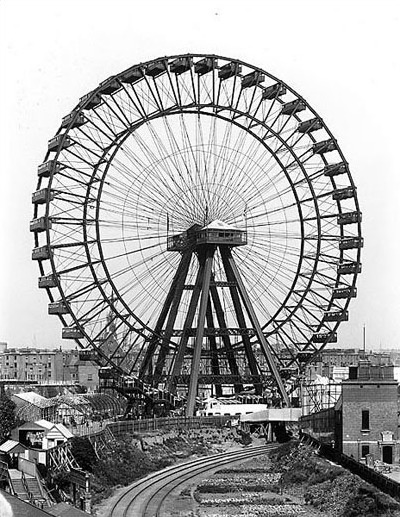
Das Great Wheel

Vor dem Bau der Mehrzweckhalle Earls Court Exhibition Centre im Jahre 1937 befand sich dort seit 1887 der Earls Court Exhibition Ground mit Halle, Freiarena, Riesenrad, Gärten und Pavillons, der für Ausstellungen und Kirmesveranstaltungen genutzt wurde.
Ursprünglich sollte die Ausstellung Austria in London heißen, sie wurde aber auf Wunsch der Regierung der Habsburgermonarchie umbenannt, die die kostspielige Veranstaltung mitfinanzierte. Veranstalter der Ausstellung war die London Exhibitions Limited, deren Geschäftsführer der gebürtige Ungar Imre Kiralfy war. Diese Ausstellung soll die finanziell erfolgreichste gewesen sein, die jemals in Earls Court stattfand.
Im Empress Theatre wurde ein Tiroler Dorf mit Klöpplerinnen und Holzschnitzern aufgebaut sowie ein typischer Wiener Platz mit Gasthäusern und Cafés. Ein Gartenrestaurant im Dorf bot österreichische Spezialitäten an; es wurde von einem Gastronomen aus Marienbad namens Spitzer gemeinsam mit seinem Schwiegersohn Maxime Lurion, einem ehemals erfolgreichen Radrennfahrer, geführt. Es gab auch einen böhmischen Teil der Ausstellung, für den Graf František Lützow verantwortlich zeichnete. Unter anderem trat ein österreichischer Männerchor während der Ausstellung auf. An den Auftritt erinnert eine von Josef Heu gestaltete Bronzeplakette. Robert Fix, Generaldirektor des Unternehmens Portois & Fix, das Kunstmöbel herstellte, wurde 1907 für seine Verdienste um die Ausstellung in Österreich mit dem Verdienstkreuz ausgezeichnet.
Die Ausstellung selbst präsentierte Produkte österreichischer und böhmischer Unternehmen und Künstler, wie etwa der Firma Kalmar, die Einrichtungsobjekte aus Bronze herstellte, sowie Werke des Fotografen Josef Jindřich Šechtl. Als Vertreter der urbanen, damals hochmodernen Orientierung in Kunst und Design, wie sie in Wien anzutreffen war, zeigten die Künstlervereinigungen Wiener Werkstätte, Hagenbund und Wiener Secession ihre Werke. Die Architekten und Designer Josef Hoffmann und Marcel Kammerer stellten ihre damals futuristisch anmutenden Möbel und Jan Kotěra eine innenarchitektonische Gestaltung aus. Die eher ländliche Seite Österreichs war unter anderem mit dem Innsbrucker Riesenrundgemälde von Michael Zeno Diemer repräsentiert, das die Schlacht am Bergisel vom 13. August 1809 auf ca. 1000 Quadratmetern und in 360 Grad zeigt und eigens nach London transportiert worden war.
Eine besondere Publikumsattraktion war ein künstliches Salzbergwerk, in dem die Besucher – wie die Arbeiter – auf einem Schlitten eine Passage herunterrutschten. Die „Auffahrt“ erfolgte mit einem Aufzug, dessen Betrieb jedoch auf einer optischen Täuschung beruhte: Der Aufzug stand still, während sich an den Wänden Bilder von künstlichen Steinen bewegten. Das Eisenbahnministerium steuerte eine Eisenbahnfahrt bei, die an Fotos von Österreich vorbeiführte.